# Saison 3 de The Island
Pour les articles homonymes, voir Island.
La troisième saison de The Island, également appelée The Island, les naufragés, est une émission de télévision française de docu-aventure diffusée sur M6 du 10 avril 2017 au 29 mai 2017. Elle est animée par Mike Horn.

## Tournage
Le tournage de cette saison a eu lieu dans le pacifique, au Panama, sur Cañas Island et Puerco Island[réf. souhaitée], toutes deux situées à l'Est de Isla del Rey, l'île principale de l'archipel.

## Nouveautés
Cette année accueille plusieurs nouveautés;
Après une première saison réservée aux hommes, une deuxième mixte, mais hommes et femmes séparés; cette saison est mixte et les candidats sont mélangés.
Cette saison, les 22 candidats sont séparés en groupes: un groupe de 10 mixte, un groupe de 5 mixte, un groupe de 4 femmes, et un groupe de 3 hommes. Chaque groupe est largué sur différents lieux de l'archipel. Chaque groupe pense qu'il est seul.
Si dans les précédentes saisons, Mike Horn venait chercher les candidats au bout de 28 jours de survie, cette année, ils doivent rejoindre eux-mêmes la civilisation,,,.

## Participants
| Candidat | Candidat | Profession                                     | Âge    | Localisation        | "Groupe" | "Statut"                    |
| -------- | -------- | ---------------------------------------------- | ------ | ------------------- | --- | --------------------------- |
| ♀        | Alexia   | Vétérinaire                                    | 27 ans | Paris               | - Groupe de 10 mixte (jour 1 – 4) - Grand groupe mixte (jour 4/5 – 15) - Tous les naufragés réunis (jour 15 – 28) | Est resté jusqu'au 28e jour |
| ♂        | Aurélien | Caméraman                                      | 28 ans | Paris               | - Groupe de 10 mixte (jour 1 – 4) - Grand groupe mixte (jour 4/5 – 15) - Tous les naufragés réunis (jour 15 – 28) | Est resté jusqu'au 28e jour |
| ♂        | Bruno    | Pharmacien                                     | 44 ans | Levallois-Perret    | - Groupe de 10 mixte (jour 1 – 4) - Grand groupe mixte (jour 4/5 – 15) - Tous les naufragés réunis (jour 15 – 28) | Est resté jusqu'au 28e jour |
| ♀        | Claire   | Camérawoman                                    | 27 ans | Paris               | - Groupe de 4 femmes (jour 1 – 4) - Grand groupe mixte (jour 4/5 – 15) - Tous les naufragés réunis (jour 15 – 28) | Est resté jusqu'au 28e jour |
| ♂        | Cyril    | Manager d'équipe de développeurs informatiques | 27 ans | Russange            | - Groupe de 5 mixte (jour 2 – 15) - Tous les naufragés réunis (jour 15 – 28)                                      | Est resté jusqu'au 28e jour |
| ♂        | Didier   | Agent de maîtrise dans un cimetière            | 56 ans | Yerres              | - Groupe de 10 mixte (jour 1 – 4) - Grand groupe mixte (jour 4/5 – 15) - Tous les naufragés réunis (jour 15 – 28) | Est resté jusqu'au 28e jour |
| ♂        | François | DJ                                             | 30 ans | Paris               | - Groupe de 10 mixte (jour 1 – 4) - Grand groupe mixte (jour 4/5 – 15) - Tous les naufragés réunis (jour 15 – 28) | Est resté jusqu'au 28e jour |
| ♂        | Jérémie  | Caméraman                                      | 37 ans | Aix-en-Provence     | - Groupe de 3 hommes (jour 1 – 5) - Grand groupe mixte (jour 4/5 – 15) - Tous les naufragés réunis (jour 15 – 28) | Est resté jusqu'au 28e jour |
| ♀        | Jessica  | Camérawoman                                    | 30 ans | Fontenay-sous-Bois  | - Groupe de 10 mixte (jour 1 – 4) - Grand groupe mixte (jour 4/5 – 15) - Tous les naufragés réunis (jour 15 – 28) | Est resté jusqu'au 28e jour |
| ♀        | Klara    | Commerciale                                    | 34 ans | Istres              | - Groupe de 10 mixte (jour 1 – 4) - Grand groupe mixte (jour 4/5 – 15) - Tous les naufragés réunis (jour 15 – 28) | Est resté jusqu'au 28e jour |
| ♂        | Martin   | Entrepreneur                                   | 28 ans | Lille               | - Groupe de 3 hommes (jour 1 – 5) - Grand groupe mixte (jour 4/5 – 15) - Tous les naufragés réunis (jour 15 – 28) | Est resté jusqu'au 28e jour |
| ♀        | Maryse   | Médecin urgentiste                             | 31 ans | Montpellier         | - Groupe de 5 mixte (jour 2 – 15) - Tous les naufragés réunis (jour 15 – 28)                                      | Est resté jusqu'au 28e jour |
| ♀        | Pascale  | Distributrice indépendante                     | 56 ans | Chambéry            | - Groupe de 4 femmes (jour 1 – 4) - Grand groupe mixte (jour 4/5 – 15) - Tous les naufragés réunis (jour 15 – 28) | Est resté jusqu'au 28e jour |
| ♂        | Patrick  | Responsable technique                          | 46 ans | Flawinne            | - Groupe de 3 hommes (jour 1 – 5) - Grand groupe mixte (jour 4/5 – 15) - Tous les naufragés réunis (jour 15 – 28) | Est resté jusqu'au 28e jour |
| ♀        | Rachana  | Chargée d'affaires                             | 34 ans | Lognes              | - Groupe de 10 mixte (jour 1 – 4) - Grand groupe mixte (jour 4/5 – 15) - Tous les naufragés réunis (jour 15 – 28) | Est resté jusqu'au 28e jour |
| ♂        | Romain   | Caméraman                                      | 41 ans | Clamart             | - Groupe de 5 mixte (jour 2 – 15) - Tous les naufragés réunis (jour 15 – 28)                                      | Est resté jusqu'au 28e jour |
| ♀        | Sandrine | Cadre manager                                  | 49 ans | Gouvernes           | - Groupe de 4 femmes (jour 1 – 4) - Grand groupe mixte (jour 4/5 – 15) - Tous les naufragés réunis (jour 15 – 28) | Est resté jusqu'au 28e jour |
| ♂        | Thibaud  | Orthoprothésiste                               | 29 ans | Bénodet             | - Groupe de 10 mixte (jour 1 – 4) - Grand groupe mixte (jour 4/5 – 15) - Tous les naufragés réunis (jour 15 – 28) | Est resté jusqu'au 28e jour |
|          |          |                                                |        |                     | |                             |
| ♂        | Mehdi    | Conseiller en énergie                          | 35 ans | Manthes             | - Groupe de 5 mixte (jour 2 – 15)                                                                                 | Abandon volontaire          |
| ♀        | Jennyfer | Mannequin                                      | 32 ans | Paris               | - Groupe de 5 mixte (jour 2 – 14)                                                                                 | Abandon médical             |
| ♀        | Corinne  | Vendeuse à domicile                            | 41 ans | Les Pennes-Mirabeau | - Groupe de 4 femmes (jour 1 – 4) - Grand groupe mixte (jour 4/5 – 6)                                             | Abandon médical             |
| ♀        | Charlène | Journaliste                                    | 22 ans | Marseille           | - Groupe de 10 mixte (jour 1 – 4) - Grand groupe mixte (jour 4/5 – 5)                                             | Abandon volontaire          |

Remarques :
- Le « grand groupe mixte » désigne le groupe composé des 10 mixte ; des 4 femmes et des 3 hommes.
- Le « jour 4/5 » signifie que le groupe des 4 femmes a trouvé groupe de 10 le 4e jour ; et que le groupe des 3 hommes a trouvé le groupe des 13 le 5e jour.

## Audiences
| Épisode | Jour et horaire de diffusion        | Téléspectateurs | Part de marché (sur les 4 ans et plus) | Référence |
| ------- | ----------------------------------- | --------------- | -------------------------------------- | --------- |
| 1       | Lundi 10 avril 2017 (21:00 - 23:20) | 2 438 000       | 11,2 %                                 | [ 6 ]     |
| 2       | Lundi 17 avril 2017 (21:00 - 23:20) | 2 448 000       | 10,1 %                                 | [ 7 ]     |
| 3       | Lundi 24 avril 2017 (21:00 - 23:20) | 2 171 000       | 8,7 %                                  | [ 8 ]     |
| 4       | Lundi 1er mai 2017 (21:00 - 23:20)  | 2 459 000       | 9,6 %                                  | [ 9 ]     |
| 5       | Lundi 8 mai 2017 (21:00 - 23:20)    | 2 443 000       | 9,3 %                                  | [ 10 ]    |
| 6       | Lundi 15 mai 2017 (21:00 - 23:20)   | 2 420 000       | 9,9 %                                  | [ 11 ]    |
| 7       | Lundi 22 mai 2017 (21:00 - 23:20)   | 2 342 000       | 9,7 %                                  | [ 12 ]    |
| 8       | Lundi 29 mai 2017 (21:00 - 23:20)   | 2 369 000       | 10 %                                   | [ 13 ]    |

Légende :
- plus hauts scores d'audiences
- plus bas scores d'audiences